# Fiodor Tolbuhin
Fiodor Ivanovici Tolbuhin (în rusă Фёдор Иванович Толбухин) (n. 16 iunie 1894 – d. 17 octombrie 1949) a fost un mareșal rus, unul dintre principalii comandanți militari sovietici din timpul celui de-al doilea război mondial. După cel de al doilea rǎzboi mondial a devenit membru în Sovietul Suprem al URSS.

## Decorații
- Ordinul Militar „Mihai Viteazul” cu spade, clasa III, clasa II și clasa I (8 mai 1947) „pentru serviciile excepționale aduse țării, în acțiunea de eliberare de sub jugul fascismului german”[8]